# Ambrogio Bergognone

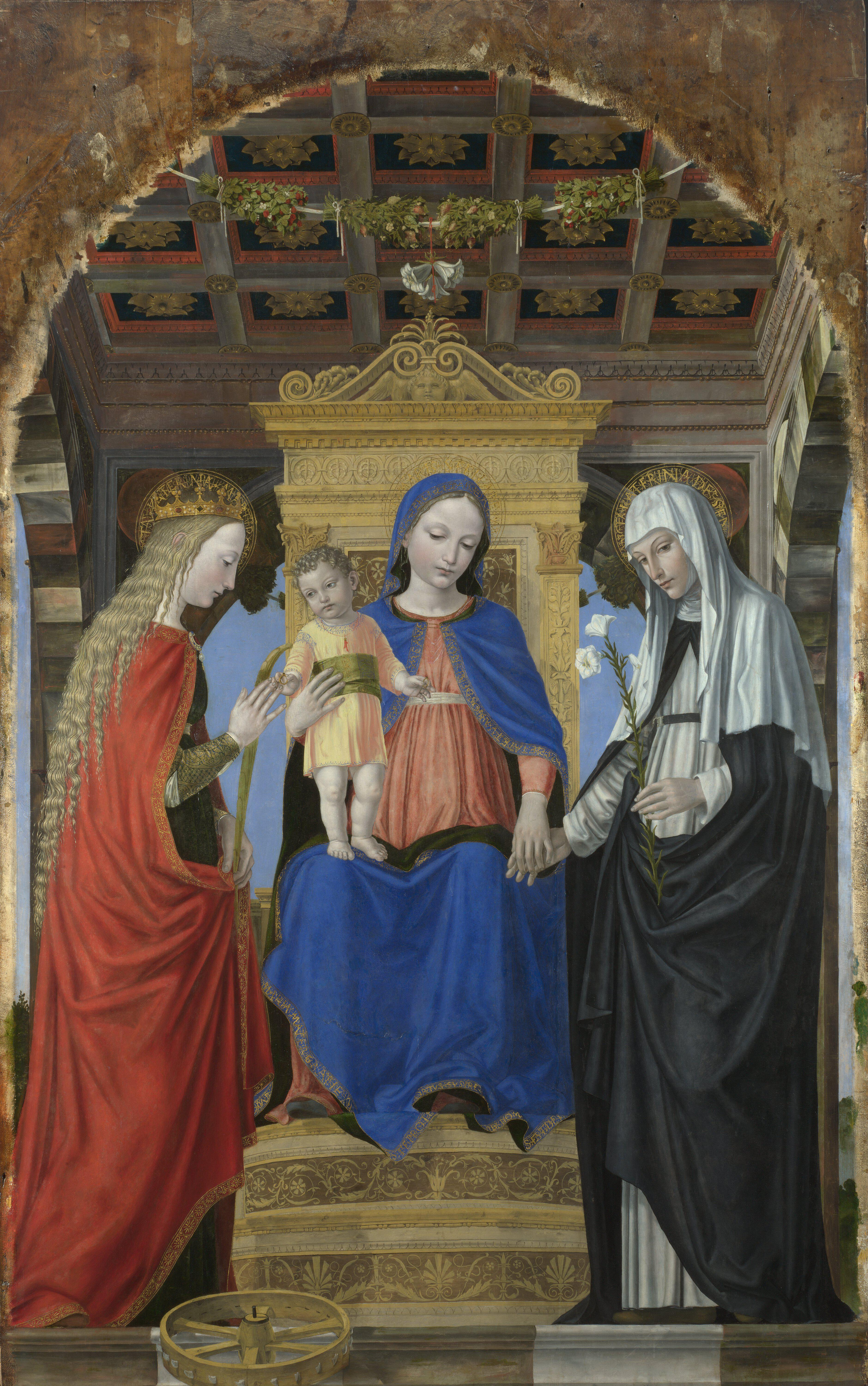
Ambrogio Bergognone – Den heliga Katarinas mystiska förmälning

Ambrogio de Stefani Bergognone, född omkring 1445 i Fossano, död 1523 i Milano, var en italiensk konstnär.
Ambrogio var verksam i Milano, där han företrädde den av hans lärare Vincenzo Foppa grundade konstriktningen med stel komposition, hårda former och förkärlek för en rik förgyllning. Leonardo da Vincis vistelse i Milano medförde en uppmjukning av Bergognones konst i fråga om modellering, färg och uttryck. Berömd är hans altarbild "Utgjutandet av den Helige Ande" i Santo Spirito, Bergamo. I Certosaklostret i Pavia finns även en mängd fresker och altarbilder av Bergognone.